# Johann Ferdinand Balthasar Stieffell
Johann Ferdinand Balthasar Stieffell (* Dezember 1737 in Würzburg; † 23. März 1818 in Rastatt) war ein deutscher Orgelbauer.

## Leben
Johann Ferdinand Balthasar Stieffell erlernte von 1751 bis 1757 bei dem Meister Johann Konrad Brandenstein in Stadtamhof das Orgelbauerhandwerk. Später hielt er sich bei Johann Philipp Seuffert in Würzburg auf. Von 1758 bis 1766 arbeitete er zusammen mit dessen ältestem Sohn Johann Ignaz Seuffert, Bürger und Orgelbauer zu Offenburg, von dem u. a. die Orgeln in der Kirche von Alsheim (1764) und in der Schlosskirche Rastatt (1765) erhalten sind. Im Jahre 1767 wurde er zusammen mit Johann Ignaz Seuffert Bürger und Orgelbauer in Rastatt, 1787 wurde er zum Hoforgelbauer ernannt.
Die unter dem Fürstabt Martin Gerbert 1771 bis 1775 durch Johann Andreas Silbermann errichtete Orgel in der Kirche des Klosters St. Blasien wurde von ihm 1807 im Zuge der Säkularisation ausgebaut und 1813 in die Karlsruher Stephanskirche versetzt, wo sie 1944 durch Kriegseinwirkungen zerstört wurde.
Seine drei Söhne Franz Lorenz Stieffell (* 10. August 1781; † 20. Januar 1835), Christian Valentin Stieffell (* 4. Dezember 1787; † 5. Oktober 1861) und Max Ulrich Stieffell (* 12. Oktober 1790; † 16. März 1860) führten seine Werkstatt in Rastatt von 1818 bis 1860 weiter.

## Orgelwerke (Auswahl)
| Jahr      | Ort                        | Gebäude                    | Bild | Manuale | Register | Bemerkungen |
| --------- | -------------------------- | -------------------------- | ---- | ------- | -------- | --- |
| 1760      | Offenburg                  | Heilig-Kreuz-Kirche        |      |         |          | Erbaut durch Johann Ignaz Seuffert und Ferdinand Stieffell, 2001 durch Claudius Winterhalter erneuert. |
| 1767      | Kauffenheim (Elsass)       | St. Jean Baptiste          |      | I/P     |          | [ 2 ] |
| 1774      | Zuzenhausen                | St. Sebastian              |      | I       |          | Am 30. August 1864 wurde die Orgel von der Pfarrgemeinde Bietigheim aus der dortigen Kirche (heute Friedhof-Kapelle) für 610 Gulden gekauft. |
| 1776      | Bauerbach                  | Katholische Kirche         |      |         |          | 1776 für die Katholische Kirche Karlsruhe als Capuzinerorgel, am 9. Februar 1815 durch Stieffel nach Bauerbach versetzt und auf Wunsch der Gemeinde mit drei Puttis von Joseph Hörr der ehemaligen Orgel St. Blasien versehen. 1964 renoviert.                        |
| 1776      | Ettenheim                  | St. Bartholomäus           |      | I/P     | 17       | → Orgel; neue Orgel von Orgelbau Vier im alten Gehäuse (IV/P–41) |
| 1777      | Lauterbourg (Elsass)       | Sainte-Trinité             |      |         |          | [ 4 ] |
| 1777      | Reichshoffen               | St. Michel                 |      |         |          | Erbaut von Stieffell und Franz Schethel nach Vertrag vom 19. Xbris 1774 aufzustellen am 24. Juny 1777. 1962 umgebaut. |
| 1778      | Kappelwindeck              | Marienkirche               |      |         |          | Bestellt für Bühl am 22. Februar 1778. Umbau durch Anton Kiene 1901 nach Kappelwindeck. Erweitert 1928 durch Xaver Mönch, 1965 durch Johannes Klais. |
| 1779      | Endingen                   | St. Peter                  |      | I/P     | 22       | |
| 1781      | Seelbach                   | St. Nikolaus               |      |         | 31       | [ 5 ] |
| 1784–1786 | Langensteinbach (Karlsbad) | evangelische Ludwigskirche |      |         |          | 1871 Umzug von der Schlosskapelle Karlsruhe nach Langensteinbach. |
| 1792      | Schwerzen                  | St. Johannes der Täufer    |      |         |          | 1792 für Forbach gebaut, 1890 nach Ottenau, 1958 Aufstellung in Schwerzen durch Otto Mönch, 1971 Restaurierung durch Fischer & Krämer Orgelbau |
| 1794      | Kuhbach (Lahr)             | Mariä Heimsuchung          |      |         |          | Umzug von Liedolsheim bei Karlsruhe nach Kuhbach→ Orgel |
| 1819      | Ichenheim                  | St. Nikolaus               |      |         |          | Die Orgel wurde 1967 durch die Manufacture d’Orgues Muhleisen restauriert. Trompetbaßkehlen in St. Fides in Grafenhausen |
| 1819      | Ettlingen                  | St. Martin                 |      |         |          | |
| 1824      | Rastatt                    | St. Alexander              |      | III/P   | 38       | → Orgel |
| 1826      | Breisach am Rhein          | Martin-Bucer-Kirche        |      | I/P     | 9        | erbaut für die Kirche Würm bei Pforzheim, erweitert 1899, 1968 Aufstellung in Breisach und Restaurierung → Orgel |
| 1828      | Oppenau                    | St. Johannes Baptist       |      | III/P   | 43       | Restaurierung durch M. Welte & Söhne |
| 1834      | Ötigheim                   | St. Michael                |      | II      |          | |
| 1834      | Niederschopfheim           | St. Brigitta               |      | II/P    |          | |
| 1834      | Iffezheim                  | St. Birgitta               |      | II/P    | 24       | [ 9 ] |
| 1843      | Winden (Sinzheim)          | St. Johannes Nepomuk       |      | I/P     | 5        | Restaurierung durch Matz & Luge |
| 1845      | Sandweier                  | St. Katharina              |      |         | 15       | Ursprünglich 15 Register, 1940 Renovierung durch Carl Hess (Karlsruhe-Durlach), Erweiterung auf 29 Reg., 1971 Restaurierung/Umbau durch Peter Vier (24 Reg.), 1997 Instandsetzung/Teilrestaurierung → Orgel                                                           |
| 1853      | Niederbühl                 | St. Laurentius             |      |         |          | Inschrift im Hauptventilkasten der Manuallade: „Orgel erbaut im Jahre 1852/53 durch die Gebrüder Stieffell in Rastatt an Stelle der von denselben im Jahre 1818 gefertigten Orgel, welche am 8. Juli 1849 bei der Beschießung von Niederbühl samt Kirche verbrannte.“ |